# 高知商業前站
高知商業前站（日语：／ Kōchi-shōgyōmae eki */?）是位於日本高知縣高知市長尾山町，隸屬於四國旅客鐵道（JR四國）的鐵路車站。車站編號為K04。本站出站後向南行約400公尺便是土佐電氣鐵道的鏡川橋站。

## 車站結構
本站現時為1面1線設計，屬於單線雙程路段。本站採用簡易月台設計，故沒有設置站房和等候室。出入月台亦只靠位於月台中央的一層樓梯及鄰近的斜台連接。由於此站設於高知縣道、愛媛縣道6號高知伊予三島線的其中一條行車天橋底下，因此天橋成為自然的上蓋，月台上只設有數張等候用的椅子，而自動售票機則設在樓梯及斜道旁邊。
月台部份和附近的民居相距甚近，為減低噪音及保障住戶私隱，月台外圍都圍上隔板分隔。由於位於較陰暗的地方，每當雨天時月台及車站附近都異常潮濕。

### 月台配置
| 路線    | 方向 | 目的地               |
| ------- | ---- | -------------------- |
| ■土讚線 | 下行 | 伊野、須崎、窪川方向 |
| ■土讚線 | 上行 | 高知、土佐山田方向   |

## 歷史
- 1986年11月1日：車站以臨時乘降場的名義開業
- 1987年3月1日：昇格為車站。
- 1987年4月1日：日本國鐵分割民營化，車站的營運由JR四國繼承。

## 相鄰車站
四國旅客鐵道（JR四國）
■土讚線
旭（K03）－高知商業前（K04）－朝倉（K05）